# Crise da Venezuela de 1895

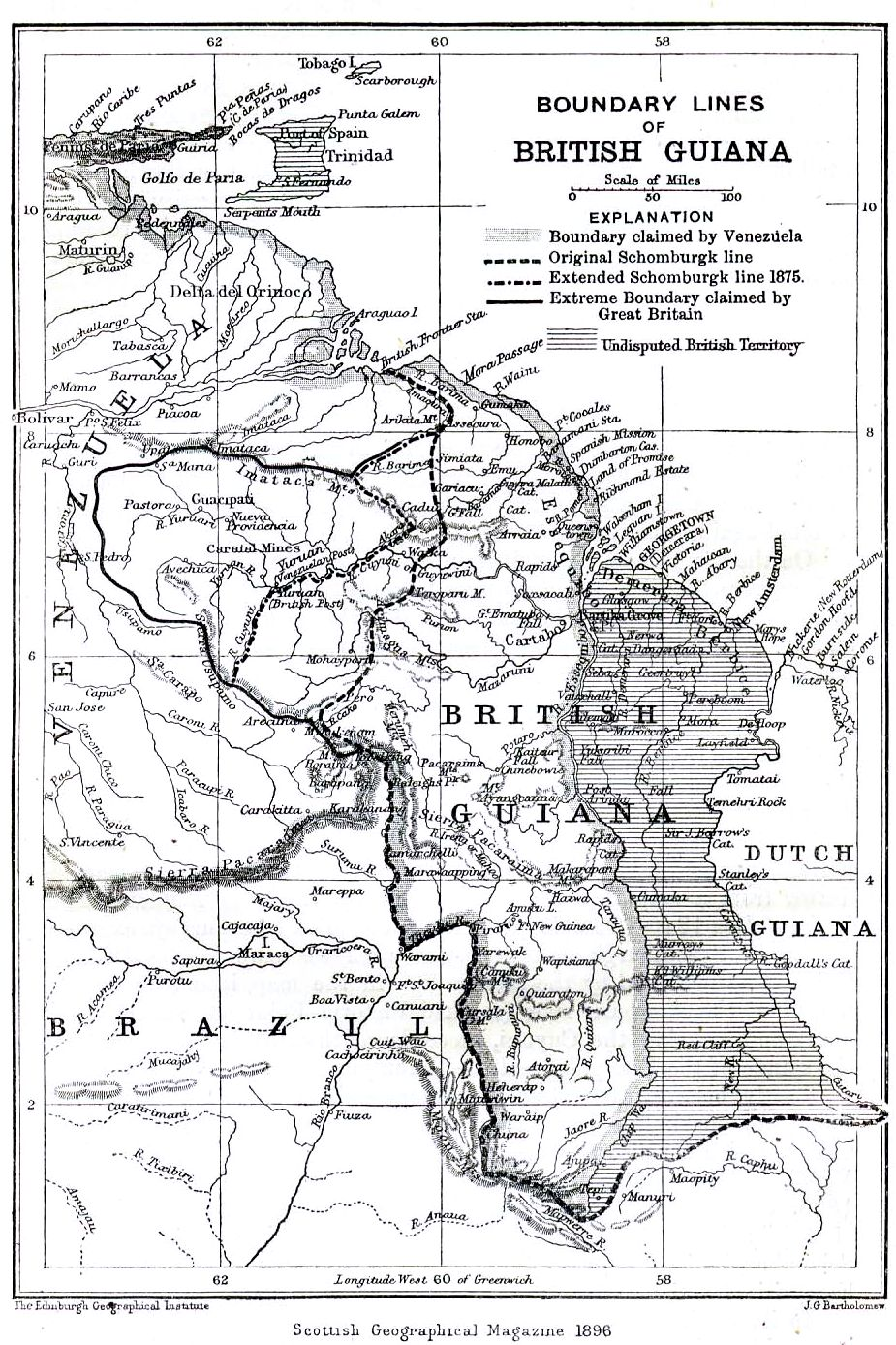
Mapa mostrando:
- A fronteira extrema reivindicada pela Grã-Bretanha
- O limite atual (aproximadamente) e
- A fronteira extrema reivindicada pela Venezuela

A crise venezuelana de 1895  ocorreu pela disputa de longa data da Venezuela com o Reino Unido pelo território de Essequibo e Guayana Esequiba, que a Grã-Bretanha reivindicava como parte da Guiana Britânica e a Venezuela via como parte do território venezuelano. Como a disputa converteu-se em uma crise, a questão principal tornou-se a recusa da Grã-Bretanha de incluir na proposta de arbitragem internacional o território ao leste da "Linha Schomburgk", que um topógrafo havia desenhado meio século antes como uma fronteira entre a Venezuela e o antigo território neerlandês da Guiana britânica.  A crise em última análise, viu a Grã-Bretanha aceitar a intervenção dos Estados Unidos na disputa para forçar a arbitragem de todo o território disputado, e tacitamente aceitar o direito de intervir dos Estados Unidos sob a Doutrina Monroe. Um tribunal reuniu-se em Paris em 1898 para decidir a questão, e, em 1899, concedeu a maior parte do território disputado para a Guiana Britânica. 
A disputa tornou-se uma crise diplomática em 1895, quando um lobista venezuelano William L. Scruggs procurou argumentar que o comportamento britânico sobre a questão violava a Doutrina Monroe de 1823, e usou sua influência em Washington, D.C. para insistir no assunto. Em seguida, o presidente dos Estados Unidos Grover Cleveland adotou uma interpretação ampla da Doutrina que não apenas proíbe novas colônias europeias, mas declara um interesse estadunidense em qualquer assunto dentro do continente.  O primeiro-ministro britânico Lorde Salisbury e o embaixador britânico em Washington, Julian Pauncefote, menosprezaram a importância que o governo estadunidense colocou na disputa, prolongando a crise antes de finalmente aceitar a demanda estadunidense pela arbitragem  de todo o território.
Ao apoiar uma nação latino-americana contra as potências coloniais europeias, Cleveland melhorou as relações com os vizinhos do sul dos Estados Unidos, mas a maneira cordial na qual as negociações foram conduzidas também produziram boas relações com os britânicos.  No entanto, ao recuar em face de uma declaração forte dos Estados Unidos de uma interpretação agressiva da Doutrina Monroe, a Grã-Bretanha aceita tacitamente a Doutrina e fornece à crise, assim, uma base para a expansão do intervencionismo dos Estados Unidos no Hemisfério Ocidental.    O historiador britânico Robert Arthur Humphreys posteriormente chamou a crise de "um dos episódios mais importantes de toda a história das relações anglo-americanas em geral e das rivalidades anglo-americanas na América Latina em particular." 